# 矛溝鰕虎
矛溝鰕虎（学名：Oxyurichthys lonchotus）为背眼鰕虎科溝鰕虎魚屬下的一个种。

## 扩展阅读
- 維基物種上的相關：矛溝鰕虎